# Calciatore dell'anno (Estonia)
Calciatore estone dell'anno (Aasta parim jalgpallur in lingua estone) è un premio calcistico assegnato al miglior calciatore estone.

## Albo d'oro
- 1992 - Urmas Hepner,  Kumu Kuusankoski /  KTP
- 1993 - Mart Poom,  Flora Tallinn /  Wil
- 1994 - Mart Poom,  Wil /  Portsmouth
- 1995 - Martin Reim,  Flora Tallinn
- 1996 - Marek Lemsalu,  Magonza
- 1997 - Mart Poom,  Derby County
- 1998 - Mart Poom,  Derby County
- 1999 - Andres Oper,  Flora Tallinn /  Aalborg
- 2000 - Mart Poom,  Derby County
- 2001 - Indrek Zelinski,  Flora Tallinn /  AaB Aalborg
- 2002 - Andres Oper,  AaB Aalborg
- 2002 - Raio Piiroja,  Flora Tallinn
- 2003 - Mart Poom,  Sunderland
- 2004 - Andrei Stepanov,  Torpedo Mosca
- 2005 - Andres Oper,  Roda JC
- 2006 - Raio Piiroja,  Fredrikstad

- 2007 - Raio Piiroja,  Fredrikstad
- 2008 - Raio Piiroja,  Fredrikstad
- 2009 - Raio Piiroja,  Fredrikstad
- 2010 - Konstantin Vassiljev,  Nafta Lendava
- 2011 - Konstantin Vassiljev,  Koper /  Amkar Perm'
- 2012 - Ragnar Klavan,  AZ Alkmaar /  Augusta
- 2013 - Konstantin Vassiljev,  Amkar Perm'
- 2014 - Ragnar Klavan,  Augusta
- 2015 - Ragnar Klavan,  Augusta
- 2016 - Ragnar Klavan,  Liverpool
- 2017 - Ragnar Klavan,  Liverpool
- 2018 - Ragnar Klavan,  Cagliari
- 2019 - Ragnar Klavan,  Cagliari
- 2020 - Rauno Sappinen,  Flora Tallinn
- 2021 - Rauno Sappinen,  Flora Tallinn
- 2022 - Joonas Tamm,  Steaua Bucarest
- 2023 - Karol Mets,  Zurigo
- 2024 - Karol Mets,  St. Pauli

### Plurivincitori
| Calciatore           | Vittorie | Anni                                     |
| -------------------- | -------- | ---------------------------------------- |
| Ragnar Klavan        | 7        | 2012, 2014, 2015, 2016, 2017, 2018, 2019 |
| Mart Poom            | 6        | 1993, 1994, 1997, 1998, 2000, 2003       |
| Raio Piiroja         | 5        | 2002, 2006, 2007, 2008, 2009             |
| Andres Oper          | 3        | 1999, 2002, 2005                         |
| Konstantin Vassiljev | 3        | 2010, 2011, 2013                         |
| Rauno Sappinen       | 2        | 2020, 2021                               |
| Karol Mets           | 2        | 2023, 2024                               |